# Ludwik Włodek
Ludwik Włodek (ur. 1869 w Niestumiu, zm. w lipcu 1922 w Monachium) – polski dziennikarz, badacz osadnictwa polskiego w Brazylii i USA, urzędnik konsularny II Rzeczypospolitej.
Studiował na wydziałach filozoficzno-historycznych na uniwersytetach we Lwowie, Zurychu i Genewie, które ukończył w 1894. Był członkiem Ligi Narodowej. Za udział w działalności konspiracyjnej został w 1898 aresztowany i po kilkumiesięcznym pobycie w warszawskiej Cytadeli zesłany na trzy lata do Wiatki (1898-1901). W 1907 wyjechał do Brazylii w celu zbadania Parany pod względem możliwości osiedlania się tam Polaków. Współpracował m.in. z „Kurierem Warszawskim” (korespondencja z podróży), „Polskim Przeglądem Emigracyjnym”, „Tygodnikiem Ilustrowanym”. W 1918 wstąpił do polskiej służby dyplomatycznej, w której m.in. pełnił funkcję uczestnika Konferencji pokojowej w Wersalu pod Paryżem (1919), i konsula RP w Monachium (1920-1922). Został pochowany 21 lipca 1922 na monachijskim cmentarzu Waldfriedhof.

## Publikacje
- Na ziemi Waszyngtona: wrażenia z podróży, szkice amerykańskie, Polacy w Ameryce (1909)[3]
- Polskie kolonie rolnicze w Paranie (1910)[3]